# Зубанівська сільська рада
Зубанівська сільська рада — колишній орган місцевого самоврядування у Глобинському районі Полтавської області з центром у селі Зубані. Населення сільської ради на 1 січня 2011 року становить 783 осіб. Раді підпорядковані 3 населені пункти: с. Зубані, с. Романівка, с. Руда.

## Географія
Сільська рада межує з Іваново-Селищанською, Землянківською радами Глобинського району, Рокитянською сільською радою Великобагачанського району.
Зубанівська сільська рада розташована в лісостеповій зоні. Ґрунти переважно чорноземи. Територію ради перетинає траса Глобине—Полтава.
Площа сільської ради — 4083,1 га.
- сільгоспугідь — 3546,8735 га
  - ріллі — 2632,39 га (у тому числі ФГ — 455,82 га)
    - у ТОВ — 1636,393
    - у ПП —
    - у ФОП — 65,177 га
- Землі резервного фонду — 88,0 га
- Землі запасу — 1200,147 га
- Ліса і інші лісовкриті площі — 217,0 га.
- Забудовані землі — 92,99 га

## Історія
Під час голоду 1932–1933 рр. у селах ради померло близько 700 осіб.

## Населення
На території Зубанівської сільської ради розташовано 3 населені пункти з населенням на 1 січня 2011 року 783 особи:
| № | Назва села   | 2001 чол. | 2011 чол. |
| - | ------------ | --------- | --------- |
| 1 | с. Зубані    | 534       | 454       |
| 2 | с. Романівка | 421       | 325       |
| 3 | с. Руда      | 14        | 4*        |
|   | всього       | 969       | 783       |

* Зареєстровано 4 громадяни, всі вони проживають у інших населених пунктах

## Влада
- Сільські голови[1]:
Михайлець Михайло Іванович
- Секретар сільської ради
Яременко Наталія Володимирівна[1]
- 13 депутатів сільської ради[1]:
  1. Михайлець Валентина Іванівна
  2. Хвостенко Валентина Вікторівна
  3. Яременко Наталія Володимирівна
  4. Мазур Павло Іванович
  5. Бугай Володимир Михайлович
  6. Вихренко Ганна Петрівна
  7. Бугай Іван Михайлович
  8. Носенко Галина Василівна
  9. Криндач Анатолій Михайлович
  10. Цикало Валентина Андріївна
  11. Трубнікова Наталія Григорівна
  12. Шпилєвий Володимир Васильович
  13. Химинець Ярослав Юрійович

## Економіка
Виробнича спеціалізація підприємств розташованих на території Зубанівської сільської ради: вирощування зернових і технічних культур, розведення ВРХ та свиней і надання послуг в рослинництві і тваринництві, облаштування ландшафту. На території сільської ради розташовано 2 сільськогосподарських господарства, 2 фермерських господарств.
| № | Назва підприємства                             | П.І.Б. керівника, телефон      | Вид діяльності                                                                                                  | Загальна площа земель, га | Кількість працюючих, чол. |
| - | ---------------------------------------------- | ------------------------------ | --- | ------------------------- | ------------------------- |
| 1 | ВП АФ «Лан-2007» ТОВ ІПК «Полтавазернопродукт» | Хвостенко Валентин Віталійович | Вирощування зернових,технічних культур, розведення ВРХ та свиней , надання послуг в рослинництві і тваринництві | 1747,393                  | 64                        |
| 2 | ПСГП «Зубані»                                  | Петракій Олег Васильович       | Вирощування зернових,технічних культур і надання послуг в рослинництві                                          | —                         | 2                         |
| 3 | СФГ «Оріон»                                    | Олефір Віктор Миколайов        | Вирощування зернових,технічних культур , надання послуг в рослинництві і облаштування ландшафту                 | 349,3265                  | 11                        |
| 4 | СФГ «Шанс»                                     | Костенко Сергій Антонович      | Вирощування зернових,технічних культур                                                                          | 109,93                    | 1                         |

## Освіта
Послуги навчання надає:
- Зубанівська загальноосвітня школа І-ІІІ ст., директор – Валентина Іванівна, працюючих- 18 чол.

## Медицина
На теритрії сільради діють:
- Зубанівська лікарська амбулаторія, головний лікар - Яременко Юрій Іванович, працюючих - 9 чол
- Фельдшерсько-акушерський пункт, завідувачка - Цикало Валентина Андріївна, працюючих - 2 чол.
- Зубанівська дільнична лікарня ветмедицини, головний лікар - Сердюк Павло Іванович, працюючих - 3 чол.

## Культура
Працюють:
- Зубанівський будинок культури, директор - Сірооченко Григорій Михайлович, працюючих – 1 чол.
- Зубанівська сільська бібліотека, завідувачка – Шкурко Наталія Федорівна, працюючих – 1 чол.

## Зв'язок та водне господарство
Також є такі установи:
- Зубанівське відділення зв»язку, завідувачка - Михайлець Галина Василівна, працюючих - 3 чол.
- Зубанівське відділення Кременчуцького міжрегіонального управління водного господарства, керівник - Потеряйко Сергій Григорович, працюючих - 12 чол.

## Пам’ятники
Є такі пам'ятники:
- На території с. Зубані розташований пам'ятник воїнам–односельцям, загиблим під час Другої світової війни.
- Пам'ятник загиблим воїнам під час Другої світової війни у с. Романівка
- Меморіал жертвам голодомору у с. Романівка

## Особистості
- Летюк Євген Миколайович (*1929—†1976) — український письменник. Народився у селі Романівка[1].